# Heinz Schilcher
Pour les articles homonymes, voir Schilcher.
Heinz Schilcher est un footballeur international autrichien né le 14 avril 1947 à Fohnsdorf (Autriche) et mort le 20 juillet 2018.
Il a joué dans le championnat autrichien, principalement au SK Sturm Graz, mais également aux Pays-Bas à l'Ajax Amsterdam, avec lequel il a été sacré deux fois champion d'Europe, et en France au Paris FC, au Nîmes Olympique et au RC Strasbourg.
Il a également été entraîneur du RC Strasbourg, pendant quelques mois en 1976, alors qu'il était encore joueur.
International autrichien, il n'a joué qu'un seul match en compétition officielle avec l'Autriche.

## Palmarès
- Coupe des clubs champions européens
  - Champion : 1972, 1973 avec l'Ajax Amsterdam

- Championnat des Pays-Bas
  - Champion : 1972, 1973 avec l'Ajax Amsterdam

- Coupe des Pays-Bas
  - Vainqueur : 1973 avec l'Ajax Amsterdam

- Coupe d'Autriche
  - Finaliste : 1968 avec le SK Sturm Graz

- Championnat de France de 2e division
  - Champion : 1977 avec le RC Strasbourg